# Mycalesis febronia
Mycalesis febronia är en fjärilsart som beskrevs av Hans Fruhstorfer 1911. Mycalesis febronia ingår i släktet Mycalesis och familjen praktfjärilar. Inga underarter finns listade i Catalogue of Life.